# Francisco Carlos da Silva

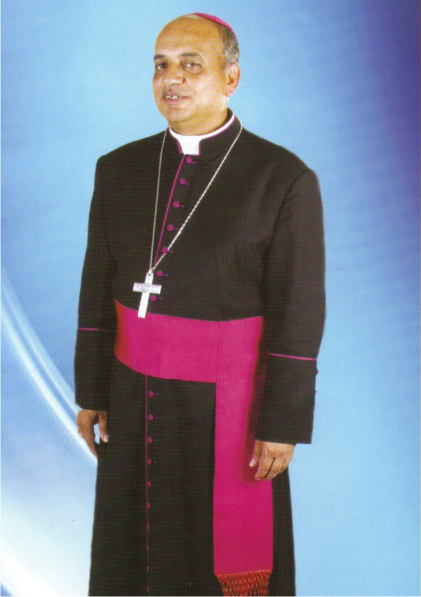
Francisco Carlos da Silva (2012)

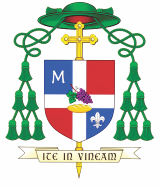
Wappen von Francisco Carlos da Silva als Bischof von Lins

Francisco Carlos da Silva (* 30. September 1955 in Tabatinga, Bundesstaat São Paulo) ist ein brasilianischer Geistlicher und römisch-katholischer Bischof von Jaú.

## Leben
Francisco Carlos da Silva besuchte die Grupo Escolar Professor Paulista und die Escola Estadual Abdalla Miguel in Tabatinga. Von 1976 bis 1978 studierte er Philosophie am Priesterseminar in São Carlos und von 1979 bis 1982 Katholische Theologie an der Pontifícia Universidade Católica de Campinas. Während seiner Studienzeit in Campinas war er Alumnus des Priesterseminars Paulo VI. Er wurde am 2. Januar 1982 zum Diakon geweiht und empfing am 11. Dezember desselben Jahres in Tabatinga durch den Koadjutorbischof von São Carlos, Constantino Amstalden, das Sakrament der Priesterweihe für das Bistum São Carlos.
Nach der Priesterweihe war Francisco Carlos da Silva zunächst als Pfarrvikar an der Kathedrale São Carlos Borromeu in São Carlos und in der Pfarrei Divino Espirito Santo in Itápolis tätig, bevor er 1983 Pfarradministrator und später schließlich Pfarrer der Pfarrei São Sebastião in Itaju wurde. Ab 1984 war er Pfarrer der Pfarrei São Sebastião in Borborema. Dort koordinierte er den Bau der neuen Pfarrkirche sowie der Kapellen São Benedito (1991), Nossa Senhora Aparecida (1992) im Stadtteil Vila Hermes und Santa Edwiges (1996) im Stadtteil Vila Cristina. Außerdem ließ er ein Katechesezentrum bauen und das Druck- und Verlagshaus der Pfarrei renovieren. Überdies wurde auf seine Initiative hin im September 1986 die erste Vinzenzkonferenz in der Pfarrei gegründet.
Neben seiner Tätigkeit in der Pfarrseelsorge war Francisco Carlos da Silva von 1985 bis 1986 für die Jugendpastoral im Bistum São Carlos verantwortlich. Ferner koordinierte er von 1997 bis 2000 die Pastoral in der Region IV des Bistums und auf diözesaner Ebene. Von 1999 bis 2002 war Francisco Carlos da Silva zusätzlich Generalvikar. Ab 2005 fungierte er als Bischofsvikar der Region IV des Bistums São Carlos. Darüber hinaus gehörte er bereits ab 1999 dem Priesterrat, dem Bischofsrat, dem Diözesanpastoralrat und dem Konsultorenkollegium des Bistums sowie von 2002 bis 2006 der Diözesankommission für die Kulturgüter und ab 2007 dem Organisationskomitee für die 100-Jahr-Feier des Bistums São Carlos an. Außerdem war er ab 2002 auch Kanoniker und Domdechant an der Kathedrale São Carlos Borromeu in São Carlos sowie Direktor des Diözesanarchivs. Überdies leitete Francisco Carlos da Silva vom 5. Juni 2006 bis zum 26. Januar 2007 das Bistum São Carlos während der Sedisvakanz als Diözesanadministrator.
Papst Benedikt XVI. ernannte ihn am 19. September 2007 zum Bischof von Ituiutaba. Der Erzbischof von Ribeirão Preto, Joviano de Lima Júnior SSS, spendete ihm am 22. November desselben Jahres in der Pfarrkirche São Sebastião in Borborema die Bischofsweihe; Mitkonsekratoren waren Paulo Sérgio Machado, Bischof von São Carlos, und Bruno Gamberini, Erzbischof von Campinas. Sein Wahlspruch Ite in vineam („Geht auf den Weinberg“) stammt aus Mt 20,7 . Die Amtseinführung erfolgte am 13. Dezember 2007. In der Brasilianischen Bischofskonferenz gehörte Francisco Carlos da Silva während seiner Amtszeit als Bischof von Ituiutaba der Kommission für die Caritas, die Gerechtigkeit und den Frieden an. Ferner war er stellvertretendes Mitglied des ständigen Rates der Bischofskonferenz für die Region Leste 2. Er leitete zusätzlich den Finanzausschuss der Region Leste 2.
Papst Franziskus bestellte ihn am 30. September 2015 zum Bischof von Lins. Die Amtseinführung erfolgte am 27. November desselben Jahres. Unter der Leitung von Francisco Carlos da Silva wurde die erste Diözesansynode des Bistums Lins abgehalten. Außerdem wurden auf seine Initiative hin das Pastoralzentrum des Bistums und das Bischofshaus renoviert und ein neues Gebäude für die Diözesankurie gebaut. Zudem ordnete er die Finanzen des Bistums neu und führte Transparenzkriterien in der Finanzverwaltung ein. Darüber hinaus war er als Bischof von Lins in der Region Sul 1 der Brasilianischen Bischofskonferenz für die Nüchternheitspastoral zuständig.
Am 26. Juni 2024 ernannte ihn Papst Franziskus zum ersten Bischof des am gleichen Datum errichteten Bistums Jaú. Die Amtseinführung fand am 7. September desselben Jahres statt.